# 赤ずきん
「赤ずきん」（あかずきん、赤ずきんちゃん、仏: Le Petit Chaperon rouge、独: Rotkäppchen、英: Little Red Riding Hood）は、童話の1つで、ペロー童話集やグリム童話（KHM 26）にも収録されている。

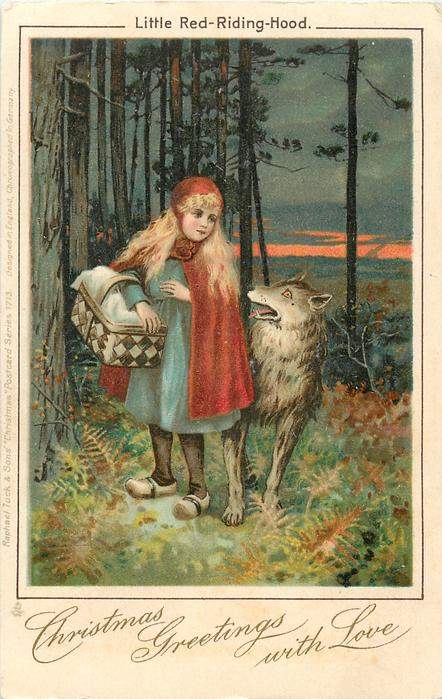
ジェニー・ニューストロン(1903年以前)

## あらすじ

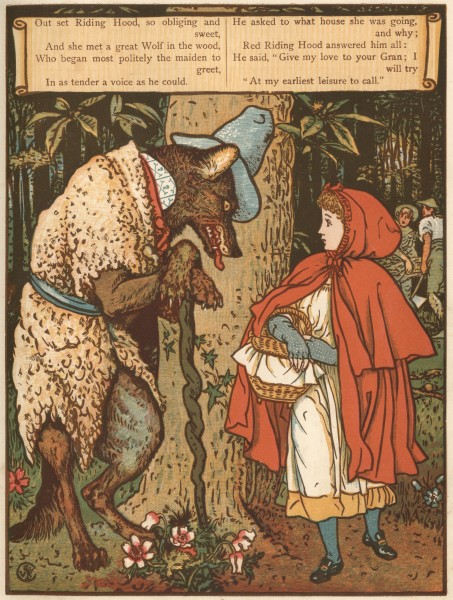
ウォルター・クレイン画

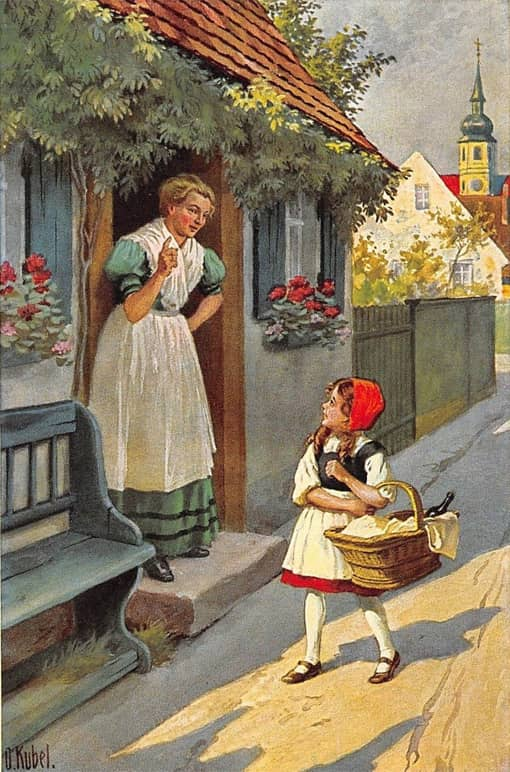
1930年頃に制作されたオットー・クベルのイラスト。

ここでは、グリム童話における「赤ずきん」のあらすじを記す。
1. 赤ずきんと呼ばれる女の子がいた。彼女はお使いを頼まれて森の向こうのおばあさんの家へと向かうが、その途中で一匹の狼に遭い、唆されて道草をする。
2. 狼は先回りをしておばあさんの家へ行き、家にいたおばあさんを食べてしまう。そしておばあさんの姿に変装して、赤ずきんが来るのを待つ。
3. 赤ずきんがおばあさんの家に到着すると、おばあさんに化けていた狼に赤ずきんは食べられてしまう。
4. 満腹になった狼が寝入っていたところを通りかかった猟師が気付き、狼の腹の中から二人を助け出す。
5. 赤ずきんは「言いつけを守らなかったから酷い目に遭った」と反省し、2度と道草をしたり知らない人の誘いに乗らないことを誓う。

## 『赤ずきん』ストーリーの変遷

### ペロー以前
作品としての赤ずきんで最も古いものは、1697年にフランスで出版されたペロー童話集の中の「赤ずきん」であるが、それ以前の話としてスウェーデンの民話「黒い森の乙女」やフランスに伝わるメルヘンなど類話が確認されている。11世紀のリエージュ（ベルギー）で書かれたラテン語の詞が原型であるという説もある。
さらに、旧大陸各地に多くの類話がある。加害者の動物種が異なるもの（アフリカではキツネやハイエナ、東アジアでは大型ネコ科動物）、主人公が男の子のもの（イラン）、「狼と七匹の子山羊」の要素を併せ持つもの（東アジアやアフリカ）などである。
どこが起源かはいくつかの説があり、11世紀のベルギーの詩に由来するという説がある。
特に中国の伝承には、「七匹の子山羊」の要素もあるため、それらは本来は1つの物語だったのが、西洋に伝わる過程で2つの物語に分裂したという説もあった。しかし内容を詳細に見ると、中国の伝承には、赤ずきんの古いバージョンにはない要素（例えば、主人公が大きな目について尋ねるシーン）があるため、逆に、西洋の新しいバージョンが中国へ伝わって「七匹の子山羊」と融合したと推測されている。

### ペローの赤ずきん
ペローが民話から作品にする段階で変更を加えたとされる点はいくつかある。
1. 主人公に赤い帽子をかぶせた[1]。ただし、11世紀の詩ですでに主人公は、帽子ではないが赤いチュニックを着ている[2][3]。
2. 民話では、赤ずきんが騙されておばあさんの血と肉を、ワインと干し肉として食べるものもあるが、そのシーンを削除した[1]。
3. 狼が近道を行ったため先回りされたとされるが、民話では主人公に「針の道」と「ピン（留め針）の道」などの二つの道を選ばせるシーンがある[1]。
4. 主人公が着ている服を一枚一枚脱ぐシーンを削除[1]。
5. 民話にはない「教訓」を加えた。

この物語は宮廷を中心とするサロンの女性たちのために書かれたものであったため、下品なシーンや残酷なシーンなどを削除し変更が加えられたのだと言われている。なお、ペロー童話では赤ずきんが狼に食べられたところでお話は終わり、猟師は登場しない。

### ルートヴィヒ・ティークの赤ずきん
ドイツにおいて初めて赤ずきんを作品化したのは、ルートヴィヒ・ティークによる戯曲 Tragödie vom Leben und Tod des kleinen Rothkäppchens（『小さな赤ずきんの生と死』1800年）であった。
ティークはペロー童話では登場しなかった猟師を話の中に登場させ、赤ずきんを食べた狼を撃ち殺させた。だが、この話でも赤ずきんは食べられたきり、救出されない。

### グリム童話の赤ずきん
グリム童話の「赤ずきん」は長い間、ドイツのとある農家の非識字者である老婆が語る話を聞き取り、手を加えずに原稿に起こし出版したものであると信じられていた。しかし、実は話の提供者にそんな人物は一人もいないということがハインツ・レレケの研究により判明した。
赤ずきんの話の提供者は、ヘッセン選帝侯国に属する高級官僚ハッセンプフルーク家の娘たちである。母方がフランス系で、家内ではフランス語を話していた良家の子女である彼女たちは、もちろん読み書きをも習得していたであろう。したがって、彼女たちがペローの童話を読んでいた可能性は充分ある。
さらにグリムは、版を重ねるごとに話の内容に手を加えていった。赤ずきんとおばあさんが狼のお腹から生きたまま救出されるというエピソードを追加したのは彼ら兄弟である。

### 近現代における赤ずきん
赤ずきんの物語は世界中で愛され、シャルル・ギュオーやデ・ラ・メアなど様々な作家が赤ずきんのパロディ作品を世に出している。おばあさんが狼と赤ずきんを食べてしまうというヨアヒム・リンゲルナッツの『クッテル・ダッデルドゥが子どもたちに赤ずきんのお話を聞かせる』や、赤ずきんがおばあさんに化けた狼を見抜き、即座に銃で撃ち殺すというジェームズ・サーバーの『少女と狼』などが有名である。
野口芳子によれば、「平成期に出版された「赤ずきん」の本はグリム版の原典に忠実なものが多いが、同時に自由に書き換えられたパロディー調のものも目立つ」とし、注目すべきこととして、「 赤ずきんと祖母が結託して狼を石桶で溺死させる後日談も含めて紹介する絵本 や、救出者が母親に改変された絵本」の出現を指摘している。

## 解説

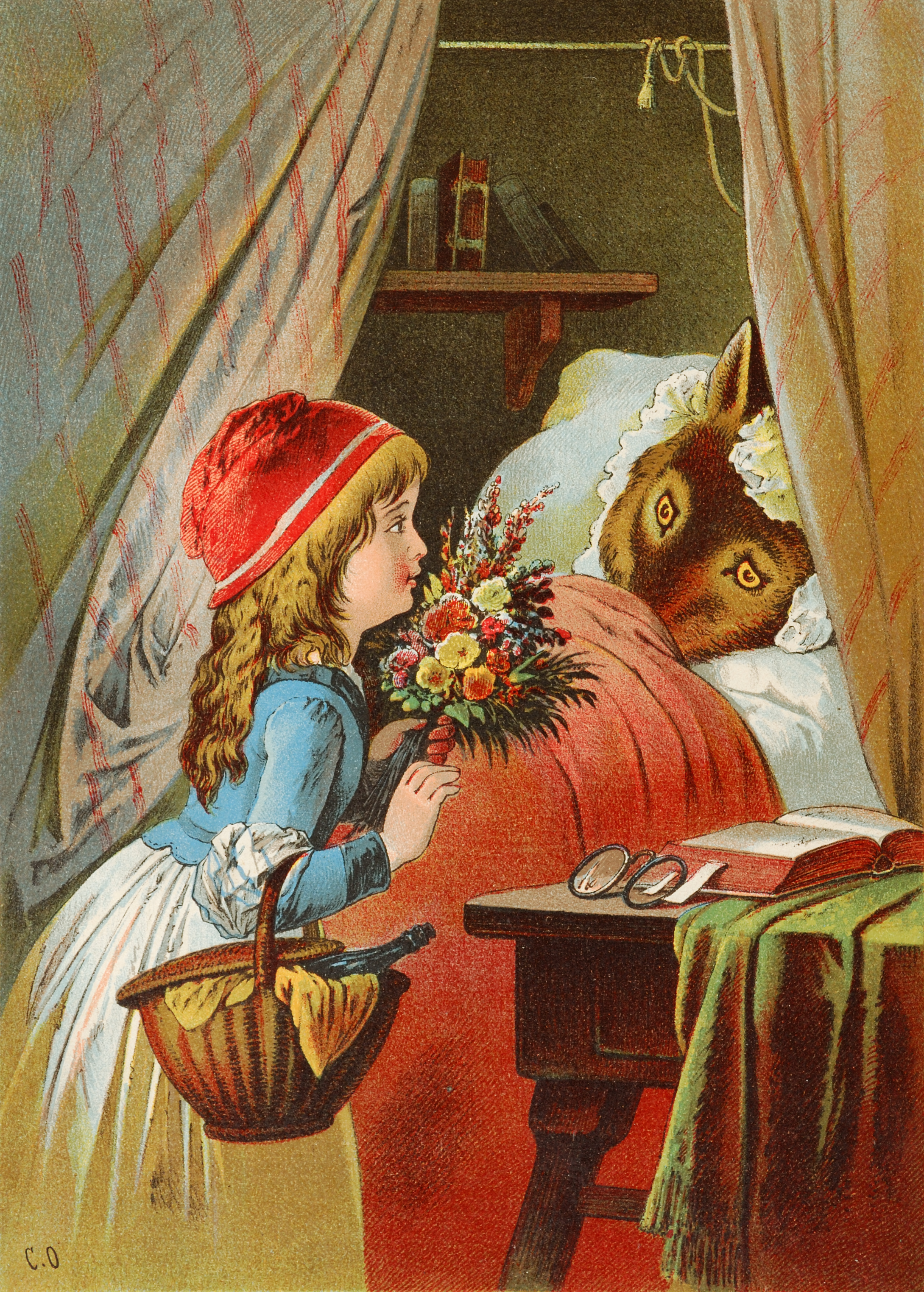
縁無し帽の赤ずきん（19世紀後半、カール・オフターディンガー画）

### 語源
タイトルの ドイツ語: Rotkäppchen は、Rot-käpp-chen の3節からなる複合語である。Rot は英語のredにあたる。käpp は Kappe（≒cap、ふちのない帽子の意）という元の語が、語合成に伴い短縮化・ウムラウト化したものである。-chen は、小さいもの・愛らしいものといった意味の接尾辞であり、また日本語で「○○ちゃん」と愛称するのと同様にも使用される。
つまり、Rotkäppchen は意味を取れば「赤い帽子のおちびさん」となり、節に分解した Rot-käpp-chen では、「赤-帽子-ちゃん」であるといえる。英語版のタイトルは、"Little Red Riding Hood" で、これは「乗馬用コート」である。赤ずきんの絵本でよく見る前開きのコートは、乗馬のため都合が良いようにデザインされたもので、子どもにこういうコートを仕立てさせることのできる家柄が想像される。

### 深層心理学的解釈
赤や狼に深層心理的なシンボルを読み取ることが出来るとか、元々は女の子がふらふら歩いていたら、悪い狼に食べられますよという教訓話であったとか、さまざまな解釈がされている。
精神分析学者のエーリヒ・フロムやブルーノ・ベッテルハイムらは「赤ずきん」をはじめとしたメルヘンを読んで精神分析的解釈をし、民間伝承や民俗学に関して様々な考察をしたが、これらは間違ったものが多かった。
なぜなら今日知られている「赤ずきん」の話の内容の多くはペローが創作したものであって歴史が浅いので、それを読んでも民俗学的知識が得られるはずがなかったのである。たとえば「赤ずきん」に出てくるずきんの赤さをフロムは「月経の血」、ベッテルハイムは「荒々しい性的衝動」と解釈したが、ずきんを赤くしたのはペローのアイデアであった。メルヘン学者のロバート・ダーントンは彼らを批判し、「精神分析学者のフロム氏は存在しない象徴を超人的な敏感さで嗅ぎとって、架空の精神世界へ我々を導こうとした」と述べた。

## 赤ずきんの派生作品

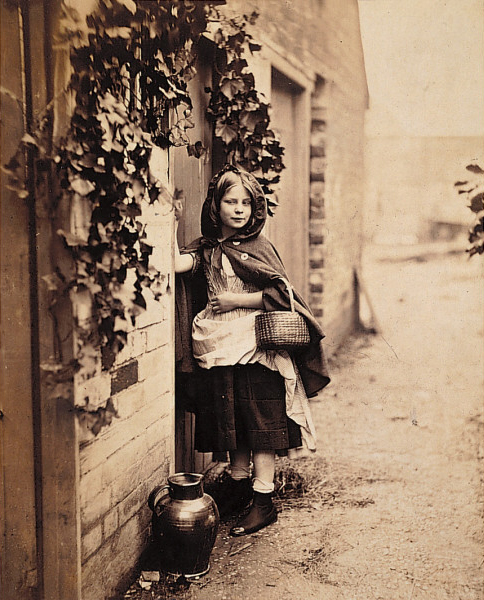
ヘンリー・ピーチ・ロビンソン
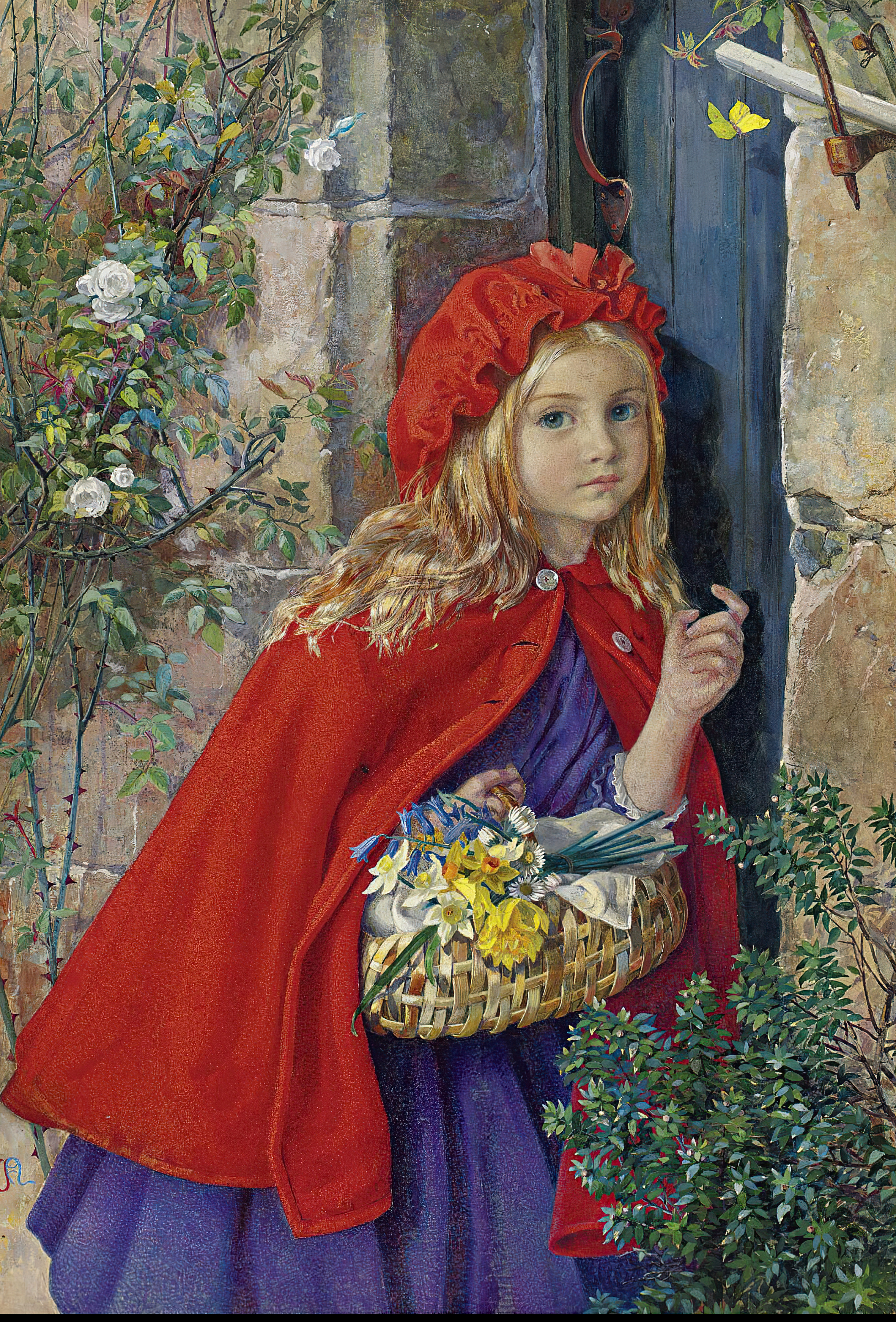
イザベル・ナフテル
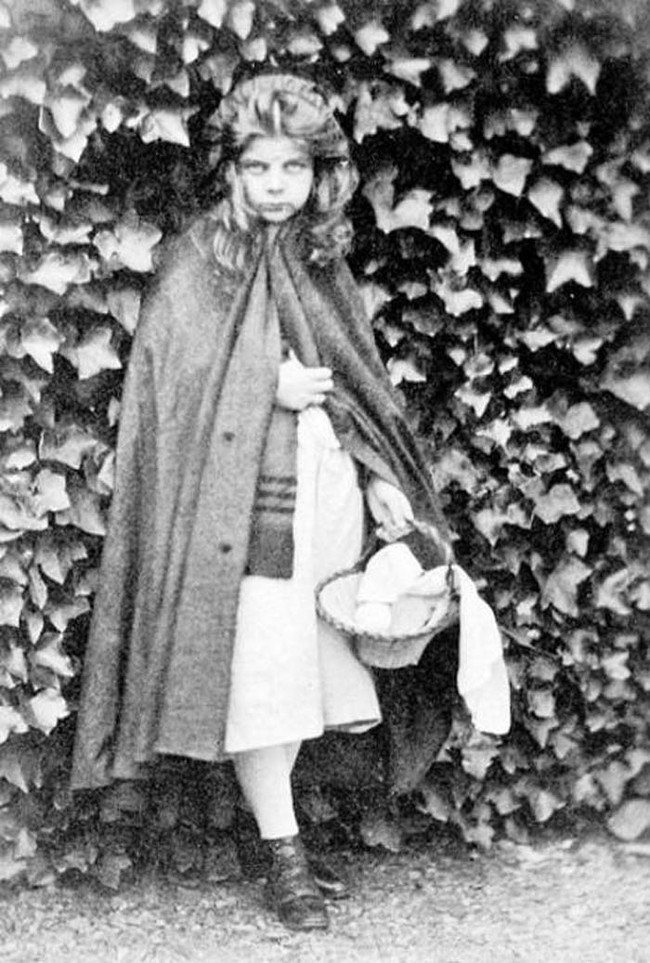
ルイス・キャロル「赤ずきん（写真）」
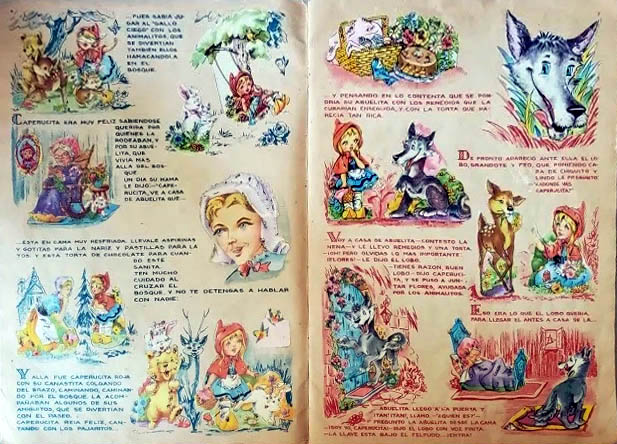
イラスト(作者不詳)
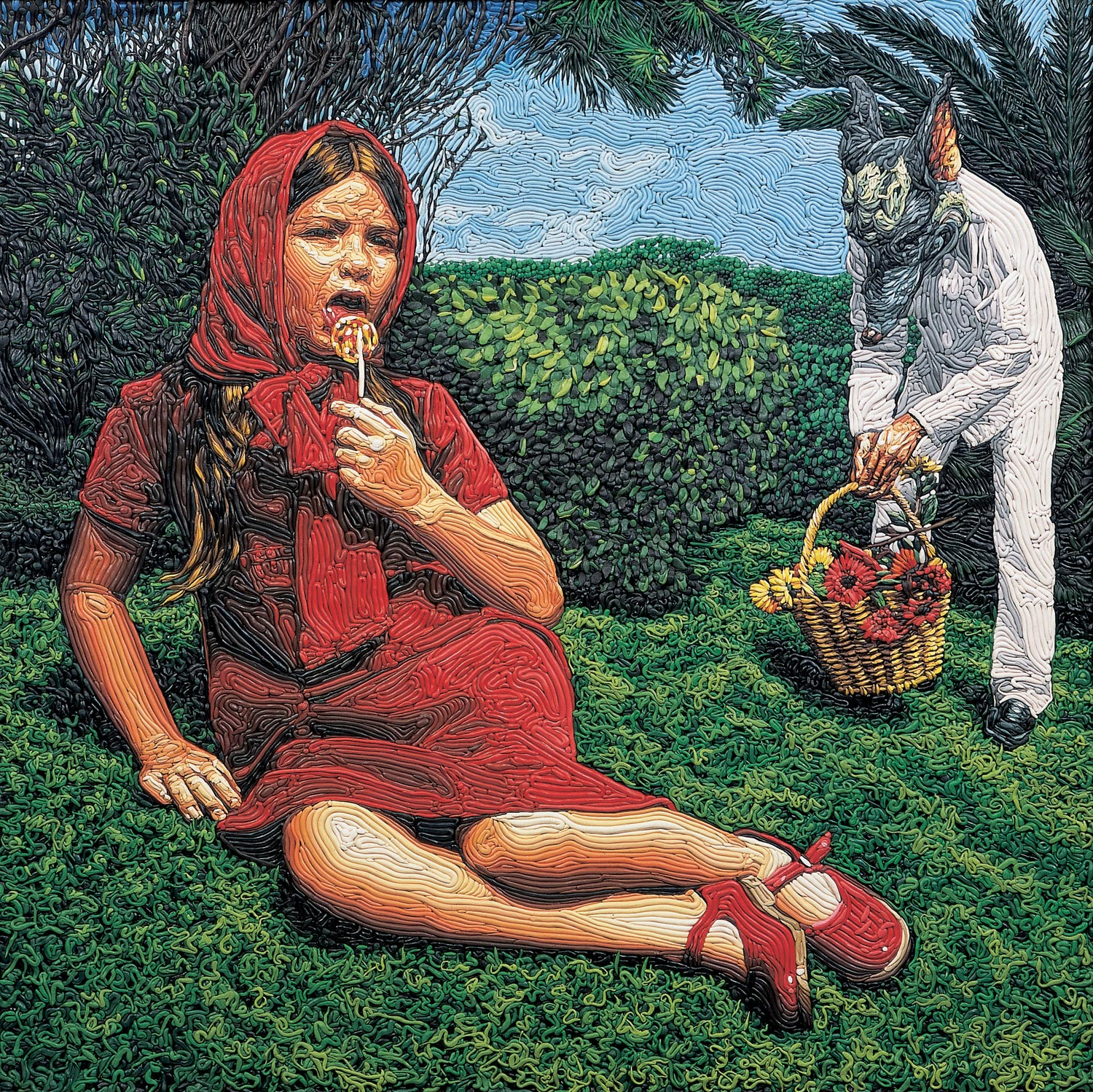
ブエノスアイレスの芸術家集団モンドンゴのアート作品

- 赤ずきんからの派生作品（英語版）
- 赤ずきん (曖昧さ回避)
- アカンずきん
- マイメロディの赤ずきん
- リトル・レッド レシピ泥棒は誰だ!?
- おかしな赤頭巾
- 赤頭巾ちゃん御用心
- 赤頭巾ちゃん気をつけて
- 連鎖犯罪/逃げられない女
- イントゥ・ザ・ウッズ
- 東京赤ずきん
- 人狼 JIN-ROH
- 童田明治

- ヘンリー・ピーチ・ロビンソン（英語版）
- イザベル・ナフテル（英語版）
- ルイス・キャロル「赤ずきん（写真）（チェコ語版）」
- イラスト(作者不詳)
- ブエノスアイレスの芸術家集団モンドンゴ（英語版）のアート作品